# Pediacus confertus
Pediacus confertus är en skalbaggsart som beskrevs av Sharp 1899. Pediacus confertus ingår i släktet Pediacus och familjen plattbaggar. Inga underarter finns listade i Catalogue of Life.